# أندروز أوتوتو أوباسيكي
أندروز أوتوتو أوباسيكي (بالإنجليزية: Andrews Otutu Obaseki)‏ (11 يونيو 1926 - 13 يوليو 2017) قاضي نيجيري، كان يعمل قاضيًا في المحكمة العليا في نيجيريا.

## حياته
ولد أوباسيكي في 11 يونيو 1926 في مدينة بنين، عاصمة ولاية إدو جنوب نيجيريا. تلقى تعليمه مبكًرا حيث حصل على شهادة من مدرسة غرب أفريقيا في عام 1940، ثم انتقل إلى معهد هوب واديل للتدريب في كالابار. بعد أن أمضى سنتين في معهد التدريب قضى سنتين آخرين في كلية الزراعة في مور بلانتاتيون إيبادان. في عام 1948 غادر إلى كلية لندن للاقتصاد حيث تم تدريبه كممارس قانوني.

## في القضاء
في عام 1975 عين في هيئة المحكمة العليا في نيجيريا كقاض وتقاعد في عام 1991. وفي معرض تفكيره بشأن القضاء النيجيري قال: «العدالة في المحاكم هي نفسها سواء في المحاكم المحلية أو المحاكم العليا؛ والقياس هو نفسه، وعندما لا يكون هناك خطأ في تطبيق القانون الموضوعي، تأتي المستويات المختلفة لإجراء التصحيح اللازم».